# Cán Việt
Cán Việt, còn gọi là Hàn Việt, Cám Việt, là một vương quốc cổ đại của người Bách Việt, phạm vi của nó chủ yếu nằm ở khu vực xung quanh hồ Bá Dương Giang Tây, Trung Quốc. Ngay từ thời Tây Chu, thủ lĩnh của Cán Việt đã từng thành lập Phương Quốc, và kinh đô ở khu vực Dư Can, Giang Tây. Sau đó nó được hợp nhất vào nước Ngô, nên còn được gọi là Ngô Việt.
Một số học giả cho rằng "Ư Việt" trong sử sách là một sự nhầm lẫn của "Cán Việt".